# 阿尔玛·赛德勒
阿尔玛·赛德勒（Alma Seidler，1899年6月1日—1977年12月8日）是一位奥地利演员。她曾在维也纳城堡剧院表演逾50年。

## 生平
阿尔玛·赛德勒生于萊奧本，其父是曾担任奥地利首相的恩斯特·赛德勒·冯·福伊希特内格。后来曾担任城堡剧院院长的阿尔伯特·海涅曾是阿尔玛的老师、赞助人。1918-1977年间，她在城堡剧院出演。1960年，赛德勒成为城堡剧院荣誉成员。她亦曾在萨尔茨堡音乐节上表演。
赛德勒的丈夫是城堡剧院演员、导演卡尔·艾德利茨，二人育有一子。
1977年12月8日，赛德勒在维也纳去世，她的墓地位於维也纳中央公墓。